# José Luis López Aranguren
José Luis López-Aranguren Jiménez, mais conhecido como José Luis L. Aranguren (Ávila, 9 de junho de 1909-Madrid, 17 de abril de 1996),
foi um dos mais influentes filósofos e ensaístas espanhóis do século XX. Em seu trabalho filosófico, como escritor e professor de ética na Universidade Complutense de Madri, ele enfatizou a importância dos intelectuais em uma sociedade cada vez mais mecanizada, injusta e desumanizada. Seu trabalho é uma reflexão ética, política e religiosa, que busca nos lembrar dos perigos de uma sociedade meramente tecnocientífica e cibernética diante da falta de solidariedade e humanismo.